# Kilmany Parish Kirk

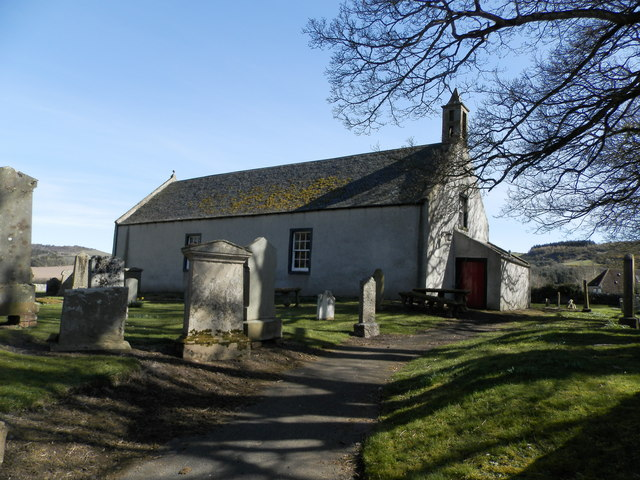
Kilmany Parish Kirk

Die Kilmany Parish Kirk ist ein Kirchengebäude der presbyterianischen Church of Scotland in dem schottischen Weiler Kilmany in der Council Area Fife. 1973 wurde das Bauwerk als Einzeldenkmal in die schottischen Denkmallisten in der höchsten Denkmalkategorie A aufgenommen. Es ist nicht zu verwechseln mit der Kilmeny Parish Church auf Islay.

## Geschichte
Die Kilmany Parish Kirk wurde im Jahre 1768 errichtet und ist seitdem weitgehend unverändert geblieben. Thomas Chalmers, Gründer der Free Church of Scotland, war dort zwischen 1803 und 1815 als Pfarrer tätig. Um 1860 wurden die Kirchenbänke erneuert und bauliche Mängel unter Anleitung David Rhinds überarbeitet. Auch die Deckengestaltung entstammt wahrscheinlich dieser Zeit. Heute finden in der Kilmany Parish Kirk keine regelmäßigen Gottesdienste mehr statt.

## Beschreibung
Das Kirchengebäude steht inmitten des umgebenden Friedhofs. Die Fassaden der schlichten Saalkirche sind mit Harl verputzt, wobei Natursteineinfassungen abgesetzt sind. Entlang der Südfassade sind drei Rundbogenfenster mit Schlusssteinen in das Mauerwerk eingelassen, von denen das mittlere kleiner gestaltet ist. Unter diesem befand sich einst ein Seiteneingang, der zwischenzeitlich mit Mauerwerk verschlossen wurde. An der Nordseite finden sich hingegen zwei längliche Fenster. An der Westseite tritt ein flacher Vorbau mit Pultdach hervor. Darüber sitzt giebelständig ein kleiner Dachreiter mit offenem Geläut auf.